# Stazione di Novi Sad
La stazione di Novi Sad (in serbo: in serbo Железничка станица Нови Сад?, Železnička stanica Novi Sad) è la principale stazione ferroviaria internazionale di Novi Sad, in Serbia posta sulla ferrovia Budapest-Belgrado.
L'attuale stazione, situata sul viale Jaše Tomića, è stata aperta nel 1964, in sostituzione della vecchia stazione ferroviaria del 1883 che prima si trovava nell'attuale mercato dei prodotti freschi del quartiere Liman. La stazione serve quotidianamente diversi treni ad alta velocità per Belgrado e fa parte del progetto ferroviario Budapest-Belgrado.

## Storia
Nel 1960, a causa dell'espansione della città e del cambio dei collegamenti ferroviari che avevano ormai reso inadeguata la vecchia stazione ferroviaria inaugurata nel 1883, il Consiglio comunale di Novi Sad annunciò un bando pubblico per la progettazione della nuova stazione ferroviaria e degli autobus per passeggeri. Il prerequisito per la costruzione della nuova stazione era la costruzione del ponte Žeželj tra il 1957 e il 1961, progettato da Branko Žeželj e costruito da Mostogradnja. Poiché nessuna delle quattro proposte presentate soddisfaceva i requisiti, l'incarico fu assegnato allo studio di architettura Arhitekt di Novi Sad, dove Imre Farkaš fu nominato progettista capo, assistito da Milan Matović. La moderna stazione ferroviaria fu progettata in uno stile elegante e creativo, integrando i requisiti del bando pubblico con suggerimenti di esperti per la modernizzazione della ferrovia. La costruzione iniziò il 1º marzo 1963 da parte della società di costruzioni Neimar di Novi Sad, insieme alle società Novomont, Metal e Polet, mentre la società Albini fu responsabile dell'aggiunta di tutte le vetrate all'edificio. La stazione fu costruita rapidamente in appena 15 mesi, utilizzando tecniche di costruzione semplici, cosicché i costi furono molto inferiori alle stime preliminari e i lavori furono completati prima del previsto.
La stazione fu inaugurata solennemente il 31 maggio 1964 da Stevan Doronjski-Franja, vicepresidente del consiglio esecutivo della Repubblica socialista di Serbia. Il primo treno partì per Belgrado alle 10:32 del mattino, mentre il secondo treno partì alle 11 per il nord del paese verso Subotica. Nonostante l'edificio principale fosse stato aperto al pubblico, alcune aree (come l'ala orientale utilizzata per lo stoccaggio di merci) vennero completate solo negli anni 1970.

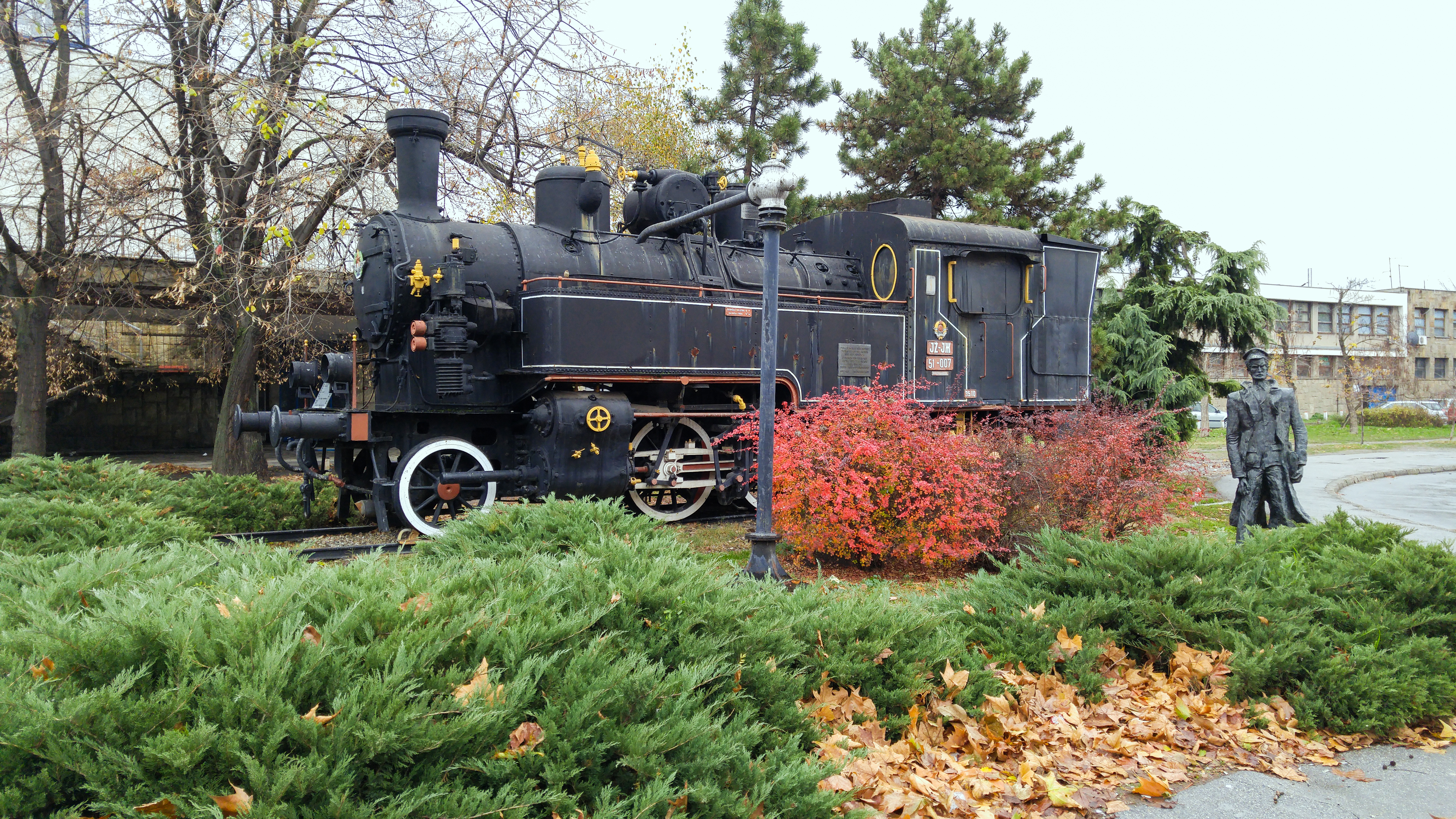
Memoriale della prima locomotiva a vapore giunta a Novi Sad

Il 15 aprile 1988, per celebrare il 105º anniversario del traffico ferroviario a Novi Sad, la locomotiva a vapore JŽ 51-007 (o MÁV 375.956) venne posizionata all'ingresso della stazione e come parte della collezione tecnica del Museo ferroviario delle ferrovie serbe. Da allora, è stato un luogo di ritrovo popolare per le persone che arrivavano o partivano dalla stazione di Novi Sad in treno, autobus o auto. Nel 1989, accanto alla vecchia locomotiva esposta è stata posta una statua in bronzo scolpita da Radovan Moljski, che raffigura un ferroviere nell'uniforme standard utilizzata nel periodo dal 1945 al 1985.
L'edificio ferroviario è stato lasciato in stato di abbandono durante le instabilità politiche ed economiche degli anni 1990 e 2000. Il ristorante e le sale d'attesa hanno smesso di essere utilizzati, mentre la pulizia era a un livello basso. L'orologio dell'edificio della stazione è stato rotto per anni.
Il traffico ferroviario fu interrotto durante il bombardamento NATO di Novi Sad nel 1999. Il vecchio ponte Žeželj fu bombardato due volte, il 22 e il 26 aprile, e quest'ultimo evento causò la distruzione del ponte. Il traffico ferroviario sul Danubio rimase quindi interrotto fino al 29 maggio 2000, quando fu costruito il ponte temporaneo Boško Perošević.

### Ricostruzione
Nel 2021 fu presentato il progetto per la ristrutturazione e l'ampliamento della stazione come parte di uno sforzo di rivitalizzazione e modernizzazione ferroviaria a livello nazionale da parte del governo serbo e per introdurre il traffico ferroviario ad alta velocità nel paese. Il piano includeva la ricostruzione dei binari 1, 2, 3, 10 e 11, la costruzione di una nuova piattaforma e la completa ristrutturazione dell'edificio principale con ascensori aggiuntivi per disabili. La ricostruzione della stazione ferroviaria è iniziata a settembre 2021. Il prerequisito per la ristrutturazione della stazione era lo smantellamento del ponte Boško Perošević e la costruzione del ponte ferroviario-stradale sul Danubio, progettato da Aleksandar Bojović e costruito dal consorzio internazionale JV Azvi – Taddei – Horta Coslada tra il 2012 e il 2018. La ricostruzione della stazione ferroviaria è stata eseguita dalle aziende China Railway International e China Communications Construction Company, come parte del progetto ferroviario Budapest-Belgrado, quale prima fase del pianificato collegamento ferroviario internazionale Budapest-Belgrado-Skopje-Atene.
Il 7 marzo 2022, JKP "Stan" ha restaurato la locomotiva JŽ 51-007, oltre ad aver installato luci di visualizzazione aggiuntive attorno ad essa.
La ferrovia di 75 km tra Belgrado e Novi Sad, che consente una velocità dei treni fino a 200 km/h, venne inaugurata il 19 marzo 2022, insieme ad un edificio della stazione ferroviaria ricostruito. La costruzione del tratto di 107,4 km tra Novi Sad e Subotica (confine ungherese) è invece iniziata il 7 aprile 2022 e dovrebbe essere completata entro la fine del 2024. La seconda ricostruzione dell'edificio della stazione ferroviaria è stata completata il 5 luglio 2024.
Il 1º novembre 2024, verso mezzogiorno, avvenne il crollo della pensilina della stazione di Novi Sad, uccidendo quattordici persone e ferendone altre tre, mentre due persone rimasero intrappolate sotto le macerie e furono salvate durante il giorno. Una donna ferita morì 16 giorni dopo, facendo salire a quindici i morti. Dopo il crollo della pensilina, la stazione fu temporaneamente chiusa, deviando il traffico ferroviario proveniente da Subotica e Sombor alla stazione di Futog, mentre il traffico da Belgrado fu trasferito alla stazione di Petrovaradin.

## Architettura

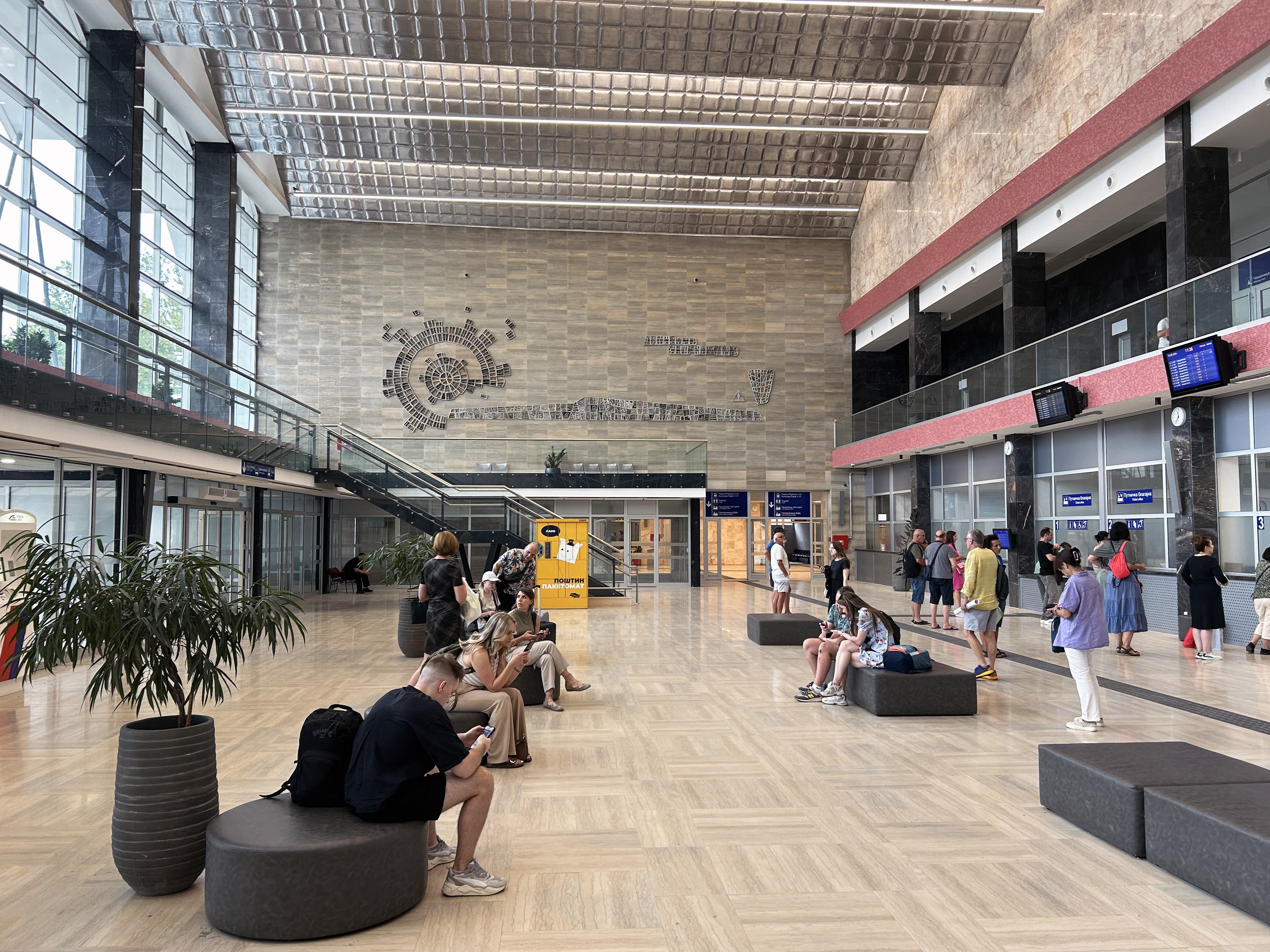
L'interno della stazione nel 2024

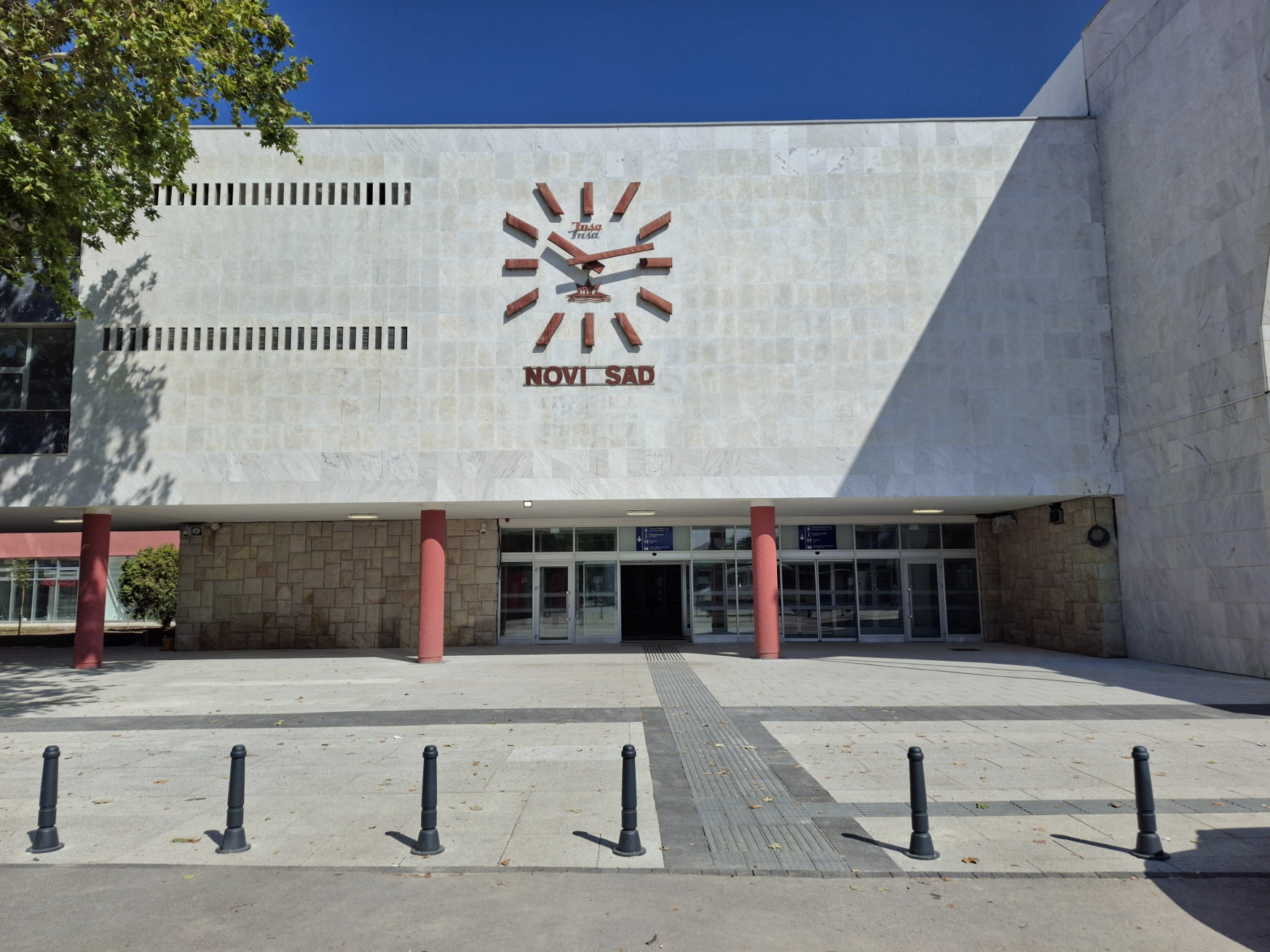
L'ingresso laterale con il grande orologio

L'edificio è caratterizzato da un tetto a denti di sega, simbolo dei tetti tipici delle case pannoniche della Vojvodina. L'interno della stazione utilizza 17 tipi di pietra utilizzati per rivestire le pareti e i pavimenti della stazione, che furono fatti arrivare dalle diverse zone della Jugoslavia. Ljubiša Petrović realizzò la grandiosa composizione Alba nella pianura della Vojvodina (Zora u ravnici Vojvodine), realizzata con una tecnica ceramoplastica. Nikola Popržana realizzò uno stemma di Novi Sad in rame che fu posto sul lato della banchina ferroviaria dell'edificio. All'epoca dell'inaugurazione fu salutato come un capolavoro dell'architettura moderna.
La stazione ferroviaria è composta da quattro unità specializzate per programmi specifici:
- la parte amministrativa dell'edificio con un cortile, in cui si trovano anche alcuni servizi per i passeggeri (A)
- la sala centrale della stazione con biglietterie e sale d'attesa, definita dalla struttura del tetto (B)
- un blocco di strutture di ristorazione con l'infrastruttura di accompagnamento (C)
- uno spazio di stoccaggio per merci, collegato alla piattaforma tramite rampe (D)

Collegata alla linea ferroviaria principale locale 4, la stazione si trova nel centro del traffico della città, proprio all'inizio del Viale della Liberazione, che costituisce la spina dorsale del traffico della città in direzione nord-sud e attraverso il Ponte della Libertà conduce al quartiere Srem della città. In direzione est-ovest si trova il viale Jaša Tomić, che conduce alle parti orientale, settentrionale e occidentale della città tramite le vie Kisačka e Rumenačka. A soli 50 m dalle banchine ferroviarie si trova un grande piano rialzato della stazione utilizzato come capolinea per la maggior parte delle linee di autobus locali di JGSP Novi Sad, nonché le banchine in entrata e in uscita della stazione degli autobus internazionale di Novi Sad (MAS).

## Servizi ferroviari
Treni internazionali

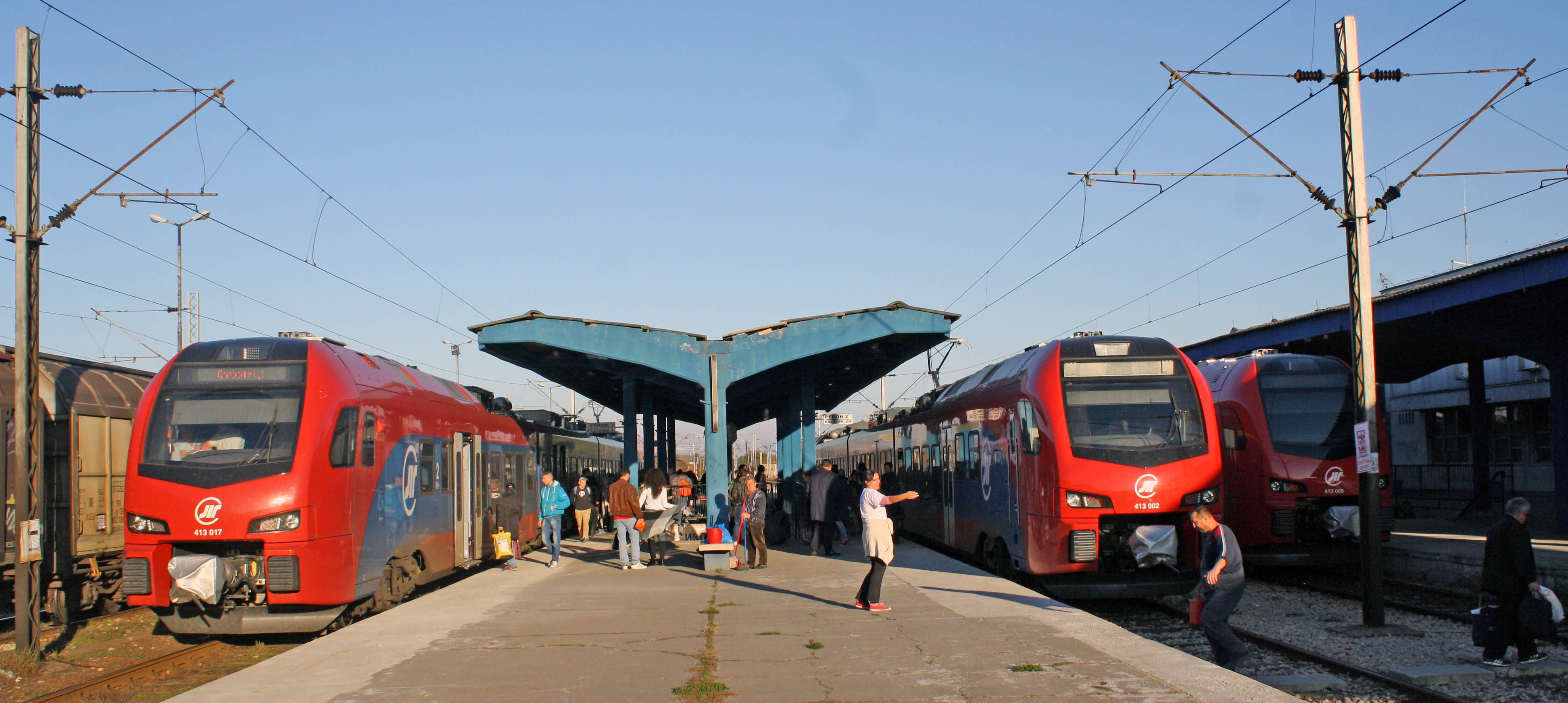
Treni ŽS 413/417 FLIRT alla stazione ferroviaria di Novi Sad (2015)

- 340/341 (Belgrado) Belgrado Centro – Novi Sad – Subotica – Budapest Est
- 342/343 Belgrado Centro – Novi Sad – Subotica – Budapest Est
- 344/345 (EC Avala) Belgrado Centro – Novi Sad – Subotica – Budapest Centrale – Vienna Centrale
- 1136/1137 (Pannonia) Bar – Belgrado Centro – Novi Sad – Subotica

Inter-City nazionali
- 540/541 (ICS Palić) Belgrado Centro - Novi Sad - Subotica

Espresso regionali
- Novi Sad – Belgrado Centro
- Novi Sad - Vrbas - Subotica

Treni locali
- Novi Sad - Belgrado
- Novi Sad - Bogojevo - Sombor
- Novi Sad - Bogojevo - Sombor - Subotica
- Novi Sad - Inđija - Šid
- Novi Sad - Inđija - Sremska Mitrovica
- Novi Sad - Vrbas
- Novi Sad - Vrbas - Subotica